# کاروانسرای حجیب
کاروانسرای حجیب یا کاروانسرای بیگم کاروانسرای بزرگی در مسیر کاروان روی قزوین – اصفهان و ۴۸ کیلومتری جادهٔ بوئین زهرا به ساوه است که به گزارش شاردن توسط زینب بیگم – عمهٔ شاه عباس اول- با هزینه‌ای معادل چهار هزار تومان ساخته شده و با بناهای الحاقی‌اش از جمله دو باغ، دو آب انبار، یک گرمابه و یک جویبار بهترین کاروانسرای برون‌شهری ایران به‌شمار می‌آمده است.

## مکان
هجیب کاروانسرایی است که در دوران صفوی، در روستای هجیب امروز ساخته شده. مساحت ۵۸۵۰ متر مربع با ۴۰۰۰ متر مربع زیر بنا و ۳۶ حجره از وسعت کم‌نظیر این کاروانسرا حکایت دارد. آن هم در روزهایی که قزوین به خاطر ویژگی‌های خاص جغرافیایی اش به مسیر عبوری کاروان‌های تجاری از نقاط مختلف کشور تبدیل شده بود.
۴۸ کیلومتری جاده بوئین زهرا به ساوه که می‌رسید، کافی است مسیری را طی کنید تا به روستای هجیب برسید. مسیر شمال غرب روستا را را طی کنید تا بنای کاروانسرا را خواهید دید.

## ویژگی‌های کاروانسرا
پس از ورود از در جنوبی این کاروانسرای مادرشاهی، به فضای مربعی‌شکلی می‌رسید که سرای اصلی این بنا را تشکیل می‌دهد. در تقاطع ۴ ضلع خارجی آن، برج‌های مدور به صورت نیم ستون دیده می‌شود. داخل طاق نماهای ورودی، با قوس جناغی پوشیده شده که رسمی‌بندی با آجرکاری رنگی از مهم‌ترین تزئینات آن به‌شمار می‌آید. گنبد ایوان ورودی آن رسمی‌بندی باریکی دارد که در بیشتر بناهای دوره اسلامی به چشم می‌خورد. پس از هشتی ورودی عمارت نیز فضای وسیعی قرار دارد که سقف گنبدی شکل مدور دارد. در دو سوی هشتی اتاق‌هایی برای نگهبانان در نظر گرفته شده بود که با راه پله‌ای به پشت‌بام راه می‌یابند.
اگر از هشتی گذر کنید، حیاط مربع شکل کاروانسرا را می‌بینید که دور تا دور آن را حجره‌هایی با پایه سنگی و فاصله نیم متر از کف حیاط، فرا گرفته‌اند. در اضلاع چهارگانه این حیاط که به ابعاد تقریبی ۴۰ در ۴۳متر گسترده شده‌اند بین حجره‌ها، ۴ ایوان دیده می‌شود که طاق نماهایی به ارتفاع ۶ متر دارند و پشت آن‌ها اتاق‌های بنا قرار گرفته که مساحتشان از ۹ تا ۵/۱۳ مترمربع متفاوت است.
در مرکز حیاط، بنایی آجری به شکل هشت‌ضلعی ساخته شده که از ۲ چهارطاقی متصل به هم با قوس جناغی باز تشکیل شده که گنبدی عرقچینی با آجرکاری زیبا دارد. این بنا علاوه بر سرداب، کاربری‌هایی چون رختشوی‌خانه داشته است.
آنچه در کنار زیبایی تزئینات و معماری این بنا، نگاه‌ها را به سوی خود جلب می‌کند وجود پایه‌های سنگی در تمامی بنای کاروانسراست تا استحکام آن بیش از پیش تضمین شود. پشت اتاق‌ها و در چهارسوی کاروانسرا، راهرویی سراسری با طاق‌نماهایی عمیق به شکل طاق تویزه قرار دارد که در ۲ طرف، دارای سکوهایی به ارتفاع تقریبی یک متر از کف است که به منظور بارانداز از آن استفاده می‌شده و توسط اتاق‌های میانجی به حیاط راه داشته است. اما سر در رفیع و با شکوه ورودی این بنای زیبا در ضلع غربی آن قرار دارد که دوطرف آن را دو طبقه ساخته و با طاق‌نماهای جناغی تزئین کرده‌اند.
در کنار سازه‌ای زیبا که این بنا از آن بهره می‌برد ویژگی‌های دیگری برای آن می‌توان نام برد ازجمله حمام، آب انبار و باغ‌های آن که برای تأمین هزینه‌های نگهداری کاروانسرا وقف شده بود. همچنین وجود درگاه‌های ورودی حجره‌ها با ارتفاع کم که به منظور ایمن داشتن مسافران از سرما و گرمای کویری و گردبادها و توفان‌های نفسگیر منطقه با ظرافت مثال زدنی طراحی شده است و ۱۶ طاق نما در قسمت بیرونی ضلع جنوبی برای داد و ستد بازرگانان و استقرار نعلبندان، پالاندوزان و فروشندگان ساز و برگ چهارپایان.